# 대한민국 제3대 대통령 선거 제주도
이 문서는 대한민국 제3대 대통령 선거의 제주도 지역 개표 결과이다.

## 개표 결과

### 제주시
|  | 78.25% |

|  | 21.74% |

### 북제주군
|  | 85.55% |

|  | 14.44% |

### 남제주군
|  | 94.84% |

|  | 5.15% |

## 전체 결과
|  | 87.85% |

|  | 12.14% |

### 주요 후보 결과
| 지역     | 조봉암 | 조봉암 | 이승만 | 이승만 |
| 지역     | 득표수 | 득표율 | 득표수 | 득표율 |
| -------- | ------ | ------ | ------ | ------ |
| 제주시   | 4,389  | 21.74% | 15,798 | 78.25% |
| 북제주군 | 5,516  | 14.44% | 32,678 | 85.55% |
| 남제주군 | 2,076  | 5.15%  | 38,207 | 94.84% |

## 같이 보기
- 대한민국 제3대 대통령 선거